# Archytas translucens
Archytas translucens là một loài ruồi trong họ Tachinidae.